# Pterolophia horridula
Pterolophia horridula är en skalbaggsart som beskrevs av Stefan von Breuning 1968. Pterolophia horridula ingår i släktet Pterolophia och familjen långhorningar. Inga underarter finns listade i Catalogue of Life.